# Viktor Dobrjanský
Viktor Ivanovič Dobrjanský (rusínsky Виктор Добрянскый, *30. března 1816, Rudlov – 12. června 1860, Prešov) byl řeckokatolický kněz, rusínský národní buditel, pedagog, člen rusínské delegace ve Vídni v roce 1849 a starší bratr známějšího buditele Adolfa Dobrjanského. Viktor společně s bratrem Adolfem byli rusínofilové a hlavní političtí buditelé během rusínského národního obrození. I když bratr Adolf ke konci svého života podpořil rusofilské názory jako většina rusínských buditelů, Viktor zůstal věrný svým rusínofilským názorům. Po zrušení Užhorodského okruhu a konformistických názorů rusínských buditelů během bachova absolutismu psychicky onemocněl a pokusil se o sebevraždu, tři měsíce po pokusu o sebevraždu zemřel.

## Život
Viktor se narodil jako prvorozený syn v rodině řeckokatolického kněze v obci Rudlov ve Vranovském okresu v Zemplínské župě. Jeho matka Šarlota Szepesházyová pocházela z rodiny německých přistehovalců a tak Viktor bral rusínský a německý jazyk jako za svůj rodný. Studoval gymnázium v Levoči a absolvoval filozofická a teologická studia ve Vídni. Od roku 1847 pracoval jako tajemník v Prešovské řeckokatolické eparchii a mezi lety 1848-1849 se stalkanovníkem v eparchii.
Udržoval těsné styky s buditeli ze slovenského národního obrození, zejména Jonášem Záborským a Bohuslavem Nosákem. Během rusínského národního obrození společně se svým bratrem Adolfem založil rusínský národní program. Během obrození zachovával loajalitu uherské revoluční vládě a bránil křivé obvinění rusínů za podporování Panslavismu a Ruské intervence v Uhrách, sám Viktor v maďarském deníku Budapesti Hiradó řekl: „Nám je milejší maďarská svoboda než ruské samoděržaví a mírnější podnebí uher než sibiřské zimy.“ I přes loajalitu Viktora k uherské revoluční vládě byl zařazen do uherské opozice. V říjnu 1849 byl členem rusínské delegace ve Vídni, jež odevzdala císaři Fratišku Josefovi I. memorandum. Viktor se zastal rusínů a mluvil o oddanosti rusínského národa vůči Habsburské monarchii. Císař uznal věrnost ruskému národu (rusínskému). Vznikl Užhorodský okruh a Viktor byl jmenován hlavním školním kurátorem. Usiloval o vyučování rusínštiny a dostal povolení pro zřízení Rusínského gymnázia v Užhorodu. Koncem března 1850 byl jmenován vyšším školním inspektorem v Košicích a také vyučoval rusínský jazyk na gymnáziích v Košicích.
Po nastolení bachova absolutismu společně s konformistickými názory rusínských buditelů psychicky onemocněl, pokusil se o sebevraždu v březnu 1860 a po třech mesících zemřel. Viktor je pochován v Prešovském chrámu svatého Jana Křtitele nedaleko Alexandera Duchnoviče.